# Cycloneda ancoralis
Cycloneda ancoralis es una especie de insecto de la familia Coccinellidae. Fue descrita por Germar en 1824 con el nombre de Coccinella ancoralis

## Nombre común
Vaquita del áncora

## Características
Cuerpo oval y poco convexo, el tamaño varía entre 3,1 y 3,8 cm en los machos y entre 3,1 y 4,1 cm en las hembras. El pronoto es negro con un borde lateral amarillo y dos manchitas ovaladas. Los élitros son anaranjados con una franja negra en el centro más ancha en la mitad anterior y en el ápice, que al estar ambos élitros en reposo forman un dibujo que recuerda a un áncora. Al costado también posee dos manchas negras paralelas al margen lateral que por lo general están unidas entre sí y un par de manchas blancas o marfil justo en el borde del élitro detrás del pronoto.

## Comportamiento
Es de hábito depredador, principalmente de áfidos, pero también de cochinillas y trips. Por esta razón resulta una especie con importancia económica para el control de estas plagas. Algunas plantas que se encuentran dentro de cultivos y sus alrededores suelen ser importantes como reservorios de pulgones, y por ello de sus enemigos naturales como Cycloneda ancoralis y otros coccinélidos, como por ejemplo el hinojo (Foeniculum vulgare) y rama negra (Erigeron bonariensis).

## Distribución
Se distribuye en el sur de América del Sur, habiéndose registrado la especie en Perú (Madre de Dios), Bolivia (Beni), Brasil (Rio Grande do Sul), Chile (Cautín, Valdivia), Paraguay (Asunción), Uruguay (Montevideo, Río Negro) y Argentina (Buenos Aires, Catamarca, Córdoba, Corrientes, Chubut, Entre Ríos, La Pampa, La Rioja, Mendoza, Neuquén, Río Negro, Salta, San Luis, Santiago del Estero, Santa Fé, Tucumán).

## Ecología

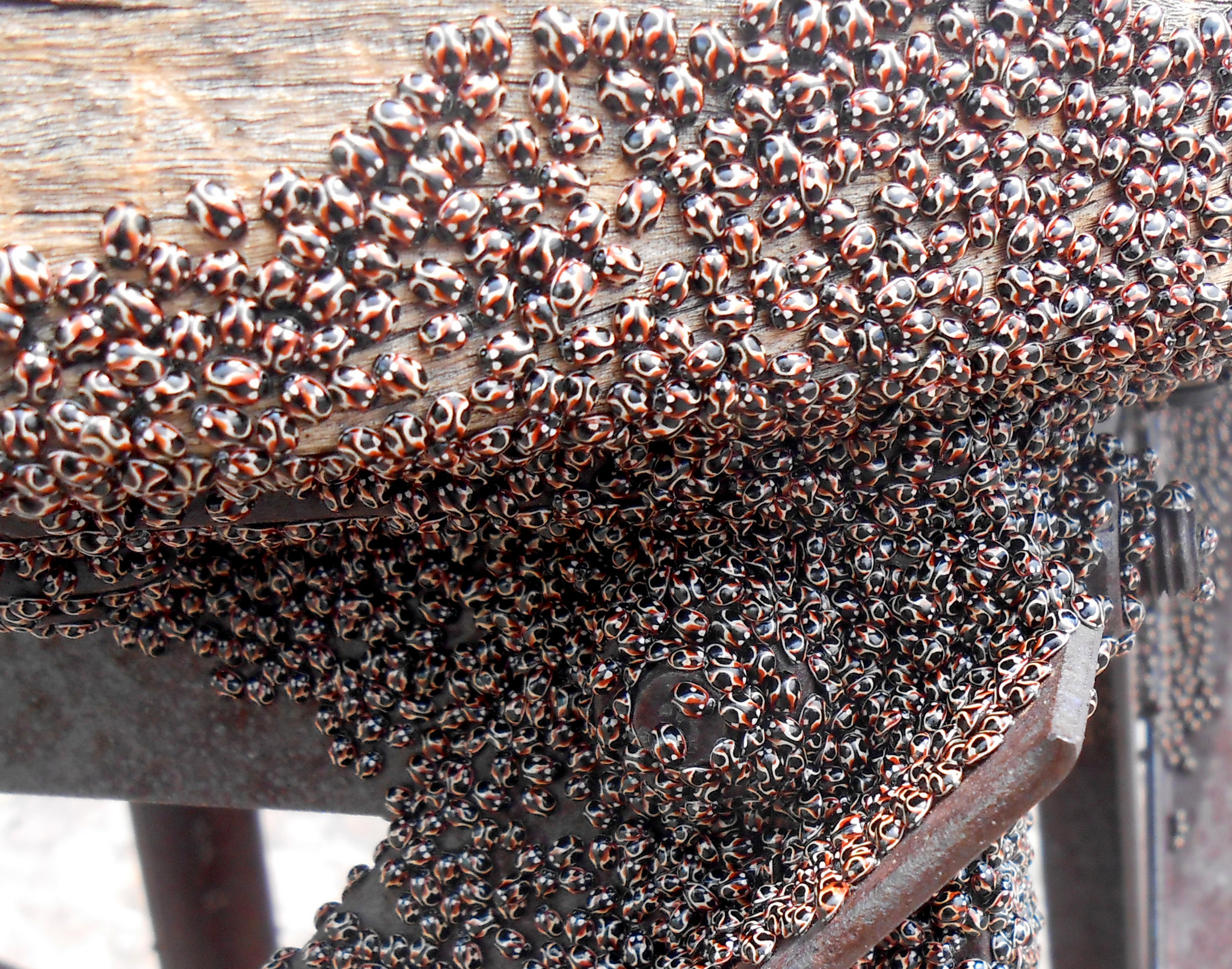
Agrupación de gran cantidad de individuos de Cycloneda ancoralis durante el verano. Fotografía tomada en Calingasta, San Juan, Argentina.

Como el resto de los coccinélidos, Cycloneda ancoralis pasa el invierno como adulto, ocultándose bajo corteza de árboles, troncos u oquedades, en lo que se denomina como hibernación. Se han hallado individuos de Cycloneda ancoralis junto con otros coccinélidos en nidos de numerosas aves: Hornero (Furnarius rufus), cacholote castaño (Pseudoseisura lophotes), leñatero (Anumbius annumbi), canastero rojizo (Asthenes dorbignyi) y cotorra (Myiopsitta monachus).
Además de la hibernación, Cycloneda ancoralis se ha hallado en grandes concentraciones en los meses de verano en estado de dormancia (estado de reposo pero en el que el individuo es capaz de moverse), en particular en nidos de leñatero (Anumbius annumbi).

## Galería de fotos

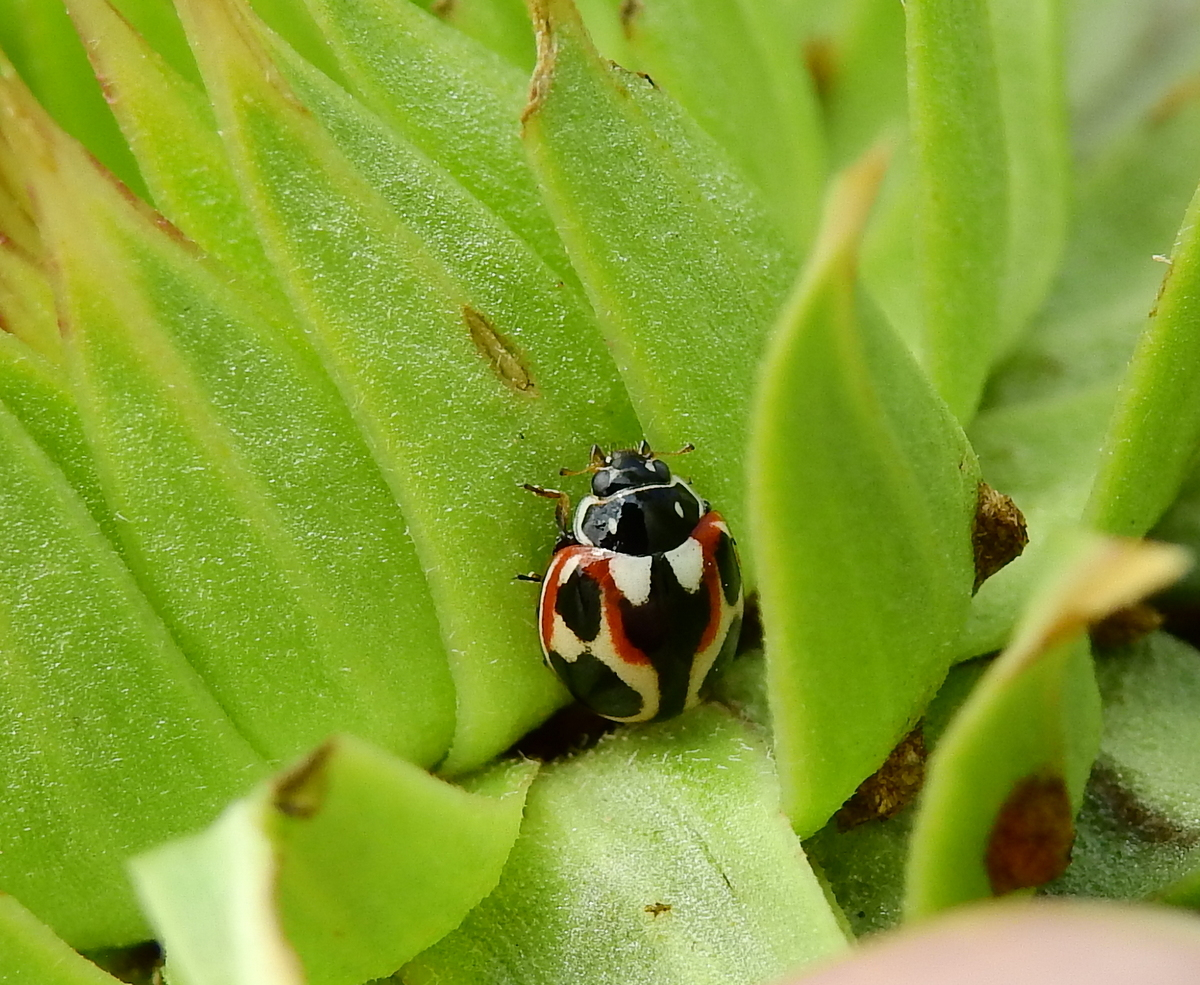
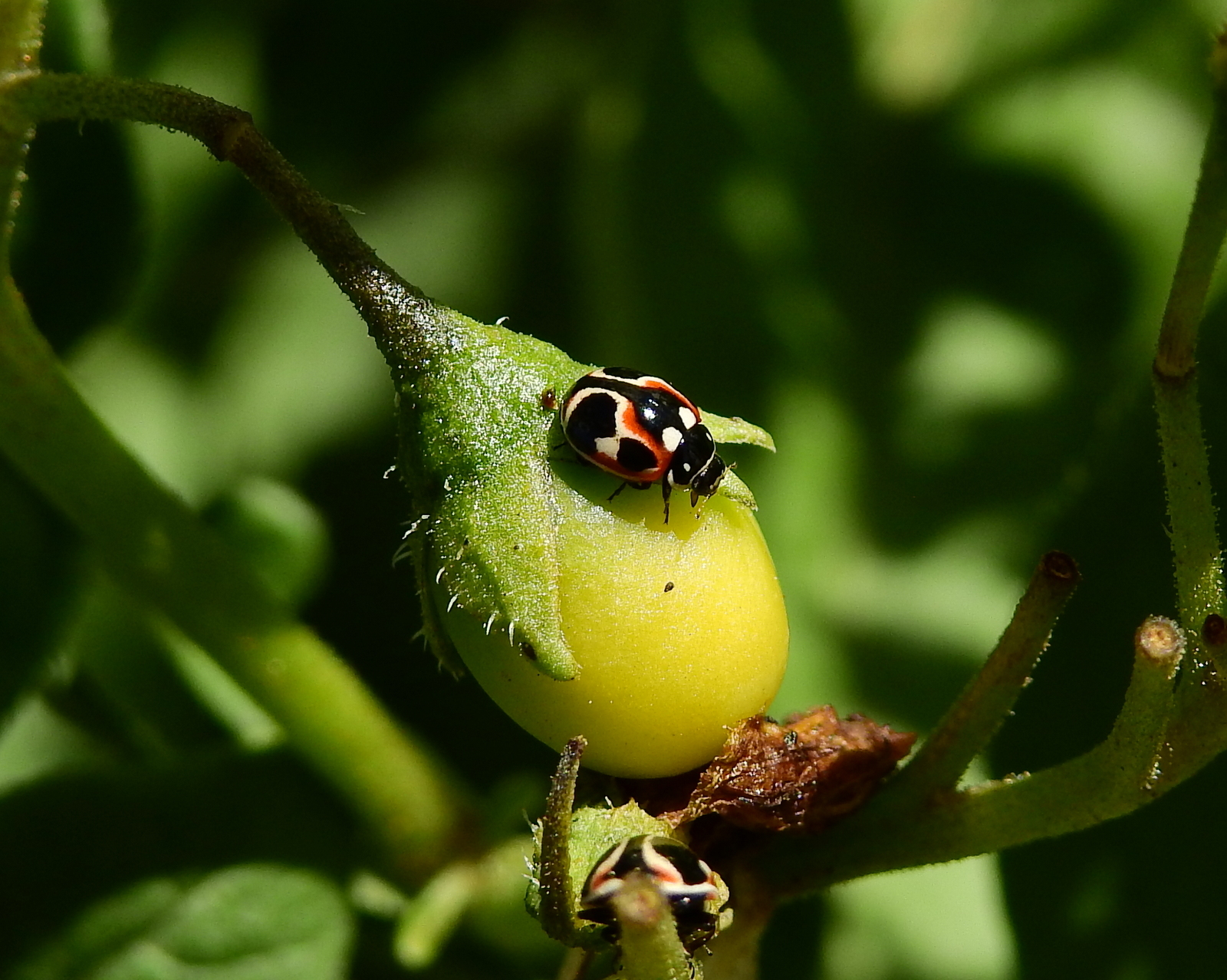
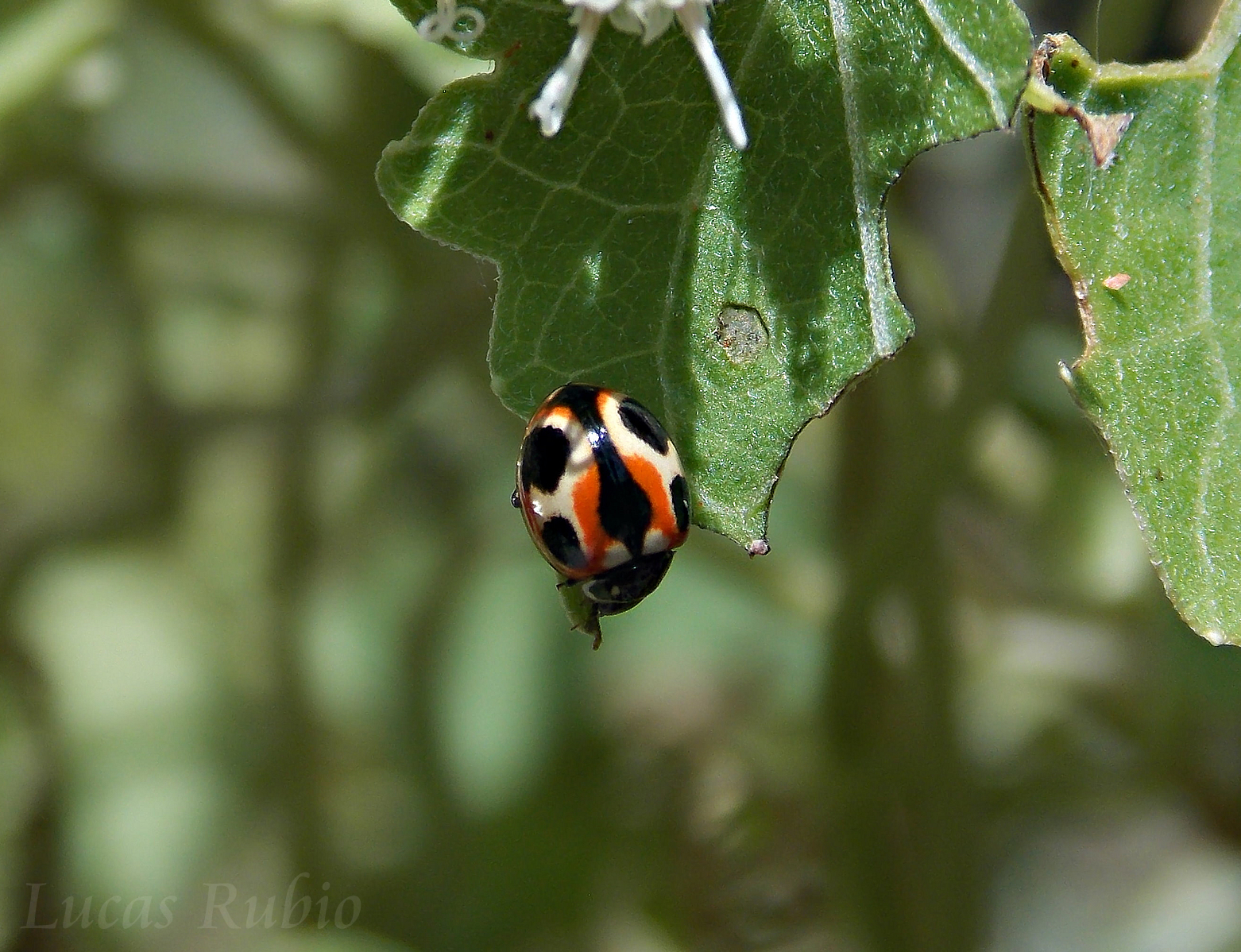
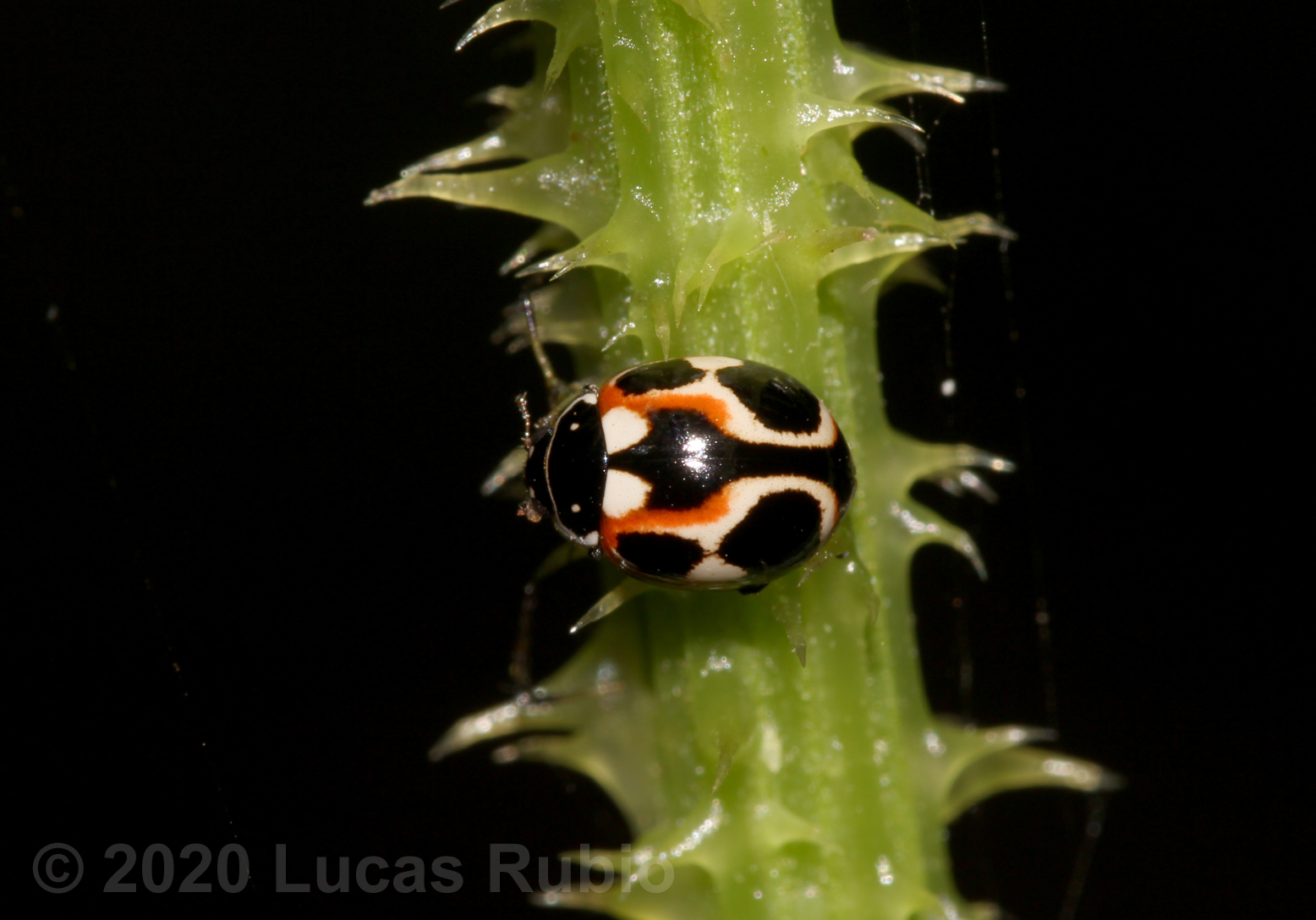
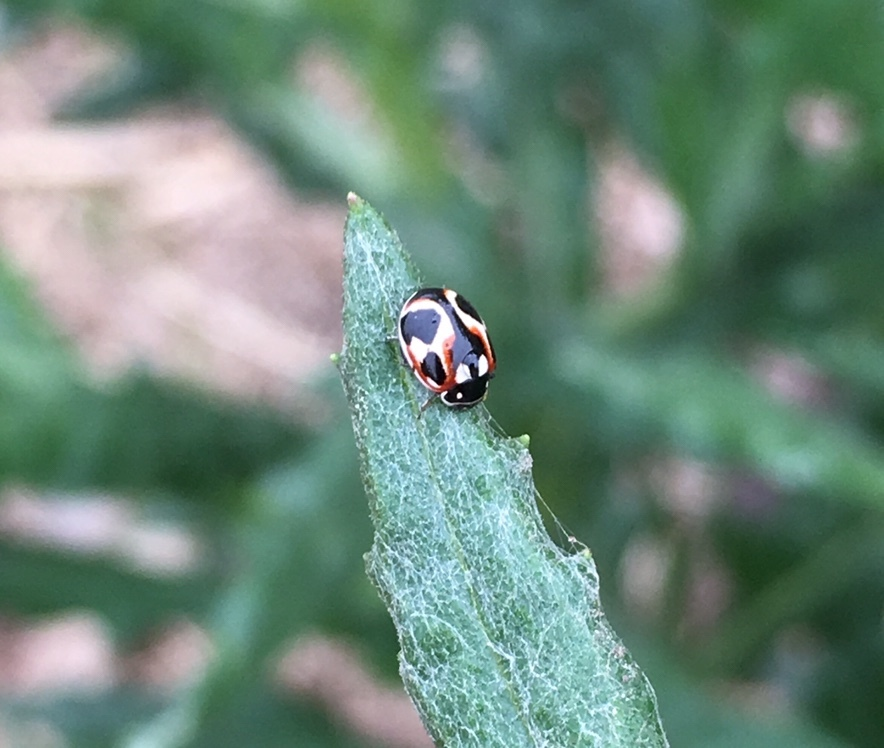